# Schtschotowe
Schtschotowe (ukrainisch Щотове; russisch Щётово/Schtschjotowo) ist eine Siedlung städtischen Typs im Süden der ukrainischen Oblast Luhansk mit etwa 3800 Einwohnern.
Der Ort gehört administrativ zur Stadtgemeinde der 8 Kilometer südlich liegenden Stadt Antrazyt und bildet hier eine eigene Siedlungsratsgemeinde zu der auch das Dorf Selenyj Kurhan (Зелений Курган) sowie die Ansiedlung Stepowe (Степове) zählen, die Oblasthauptstadt Luhansk befindet sich 44 Kilometer nördlich des Ortes, im Ort befindet sich ein Bahnhof an der Bahnstrecke Otscheretyne–Swerewo.
Schtschotowe wurde 1773 gegründet und 1938 zur Siedlung städtischen Typs erhoben, seit Sommer 2014 ist der Ort im Verlauf des Ukrainekrieges durch Separatisten der Volksrepublik Lugansk besetzt.